# Adam Ledwoń
Adam Ryszard Ledwoń (15. januar 1974 - 11. juni 2008) var en polsk fodboldspiller (midtbane).
Ledwoń spillede i begyndelsen af sin karriere hos GKS Katowice i hjemlandet, hvorefter han rejste til udlandet. Her spillede han først to sæsoner i Tyskland, og efterfølgende i Østrig hos blandt andet Austria Wien og Sturm Graz. Med Austria var han i 2003 med til at vinde det østrigske mesterskab.
Han spillede desuden 17 kampe og scorede ét mål for det polske landshold.
Ledwoń blev den 11. juni 2008 fundet død i sit hjem i den østrigske by Klagenfurt, hvor han spillede for SK Austria Kärnten. Dødsårsagen var selvmord ved hængning.